# Sterren Springen (seizoen 2)
Het tweede seizoen van Sterren Springen begon op 5 april 2014 op SBS6. Aanvankelijke was het de bedoeling dat het tweede seizoen al in het najaar van 2013 werd uitgezonden, maar wegens gebrek aan sterren en interessante juryleden werd het tweede seizoen naar het voorjaar van 2014 geschoven.

## Geschiedenis
Sterren Springen wordt rechtstreeks uitgezonden vanuit Nationaal Zwemcentrum de Tongelreep in Eindhoven, met uitzondering van aflevering 2, die vanwege een zwemevenement in dat weekend eerder in die week werd opgenomen. De deelnemers trainen voor de uitzending onder begeleiding van ervaren schoonspringers. Tijdens de uitzending worden per deelnemer beelden van de training getoond, waarna de deelnemer live een sprong maakt. De sprong wordt beoordeeld door een driekoppige jury. Nadat alle deelnemers hebben gesprongen, bepaalt het publiek welke deelnemers direct door zijn naar de volgende ronde, welke deelnemers nog een keer moeten springen in de jump off en welke deelnemers direct zijn geëlimineerd. Na de jump off bepalen de juryleden welke deelnemers door zijn de volgende ronde. In de eerste en de tweede show bepaalden de juryleden de twee deelnemers die naar de dive off moesten. Het publiek bepaalde een week lang door middel van telefoon- of sms-diensten welk deelnemer vooralsnog door was naar de volgende ronde.

## Sterren
| Ster                | Bekend als                        | Heat | Resultaat                                                        |
| ------------------- | --------------------------------- | ---- | ---------------------------------------------------------------- |
| Sylvia Geersen      | Topmodel                          | 1    | 1e Weggestemd op 5 april 2014                                    |
| Femke Meines        | Winnares Junior Songfestival 2012 | 1    | 2e Weggestemd op 5 april 2014                                    |
| Dennis Overweg      | Tatoeëerder                       | 1    | 3e Weggestemd op 5 april 2014                                    |
| Regilio Tuur        | Olympisch bokser                  | 1    | 4e Weggestemd op 11 april 2014                                   |
| Marijke Helwegen    | Tv-personality                    | 2    | 5e Weggestemd op 12 april 2014                                   |
| Peter Jan Rens      | Presentator                       | 2    | 6e Weggestemd op 12 april 2014                                   |
| Nathalie Makoma     | Zangeres                          | 2    | 7e Weggestemd op 18 april 2014                                   |
| Dave Roelvink       | Model                             | 2    | Gestopt op 19 april 2014                                         |
| Melisa Schaufeli    | Playmate                          | 1    | 8e weggestemd op 19 april 2014                                   |
| Britt Dekker        | Tv-personality                    | 2    | Gestopt op 24 april 2014                                         |
| Lucia Rijker        | Nederlands kampioen bokser        | 1    | 9e weggestemd op 26 april 2014                                   |
| Andy van der Meijde | Voormalig-profvoetballer          | 2    | 10e weggestemd op 26 april 2014Verving Britt Dekker in de finale |
| Koen Verweij        | Olympisch kampioen schaater       | 1    | 11e weggestemd op 26 april 2014                                  |
| Joey Spaan          | Tv-personality                    | 1    | Derde op 26 april 2014                                           |
| Anna-Alicia Sklias  | Danseres                          | 2    | Runner-up op 26 april 2014                                       |
| Jeffrey Wammes      | Nederlands kampioen turner        | 2    | Winnaar op 26 april 2014                                         |

## Scorekaart
| Ster                | Plaats | Wk 1 | Wk 2 | Wk 3 | Wk 4           |
| ------------------- | ------ | ---- | ---- | ---- | -------------- |
| Jeffrey Wammes      | 1      | —    | 29.0 | 28.5 | 24.0+29.0=53.0 |
| Anna-Alicia Sklias  | 2      | —    | 28.0 | 28.0 | 24.5+29.5=54.0 |
| Joey Spaan          | 3      | 23.5 | —    | 25.0 | 25.0+25.5=50.5 |
| Koen Verweij        | 4      | 23.5 | —    | 25.0 | 23.0+22.5=45.5 |
| Andy van der Meijde | 5      | —    | 19.0 | 22.0 | 23.0+24.0=47.0 |
| Lucia Rijker        | 6      | 23.0 | —    | 26.0 | 24.0+21.5=45.5 |
| Britt Dekker        | 7      | —    | 23.0 | 20.0 | GS             |
| Melisa Schaufeli    | 8      | 22.5 | —    | 18.0 |                |
| Dave Roelvink       | 9      | —    | 26.0 | GS   |                |
| Nathalie Makoma     | 10     | —    | 18.0 |      |                |
| Peter Jan Rens      | 11     | —    | 21.0 |      |                |
| Marijke Helwegen    | 12     | —    | 15.0 |      |                |
| Regilio Tuur        | 13     | 23.5 |      |      |                |
| Dennis Overweg      | 14     | 23.0 |      |      |                |
| Femke Meines        | 15     | 20.5 |      |      |                |
| Sylvia Geersen      | 16     | 18.0 |      |      |                |

 geeft aan welke springers rechtstreeks zijn geëlimineerd.
 geeft aan welke springers in de jump offs stonden.
 geeft aan over welke springers in de dive offs stonden.
Rode cijfers geeft de laagste score aan van elke week.
Groene cijfers geeft de hoogste score aan van elke week.

### Gemiddelden
Deze tabel geeft het gemiddelde weer op de schaal van 30 punten.
| Plek bij gem. | Resultaat | Ster                | Totaal aantal punten | Aantal sprongen | Gemiddelde |
| ------------- | --------- | ------------------- | -------------------- | --------------- | ---------- |
| 1             | 1         | Jeffrey Wammes      | 110.5                | 4               | 27.6       |
| 2             | 2         | Anna-Alicia Sklias  | 110.0                | 4               | 27.5       |
| 3             | 9         | Dave Roelvink       | 26.0                 | 1               | 26.0       |
| 4             | 3         | Joey Spaan          | 99.0                 | 4               | 24.8       |
| 5             | 6         | Lucia Rijker        | 94.5                 | 4               | 23.6       |
| 6             | 5         | Koen Verweij        | 94.0                 | 4               | 23.5       |
| 6             | 13        | Regilio Tuur        | 23.5                 | 1               | 23.5       |
| 8             | 14        | Dennis Overweg      | 23.0                 | 1               | 23.0       |
| 9             | 4         | Andy van der Meijde | 88.0                 | 4               | 22.0       |
| 10            | 7         | Britt Dekker        | 43.0                 | 2               | 21.5       |
| 11            | 11        | Peter Jan Rens      | 21.0                 | 1               | 21.0       |
| 12            | 15        | Femke Meines        | 20.5                 | 1               | 20.5       |
| 13            | 8         | Melisa Schaufeli    | 40.5                 | 2               | 20.3       |
| 14            | 10        | Nathalie Makoma     | 18.0                 | 1               | 18.0       |
| 14            | 16        | Sylvia Geersen      | 18.0                 | 1               | 18.0       |
| 16            | 12        | Marijke Helwegen    | 15.0                 | 1               | 15.0       |

## Live show details

### Heat 1 (5 april)
| Volgorde | Ster             | Jury's punten | Jury's punten | Jury's punten | Totaal | Scoreboard | Sprong                  | Sprong              | Def. Scoreboard | Uitslag                     |
| Volgorde | Ster             | Konijnenburg  | Bruijn        | Mackenbach    | Totaal | Scoreboard | Type                    | Hoogte              | Def. Scoreboard | Uitslag                     |
| -------- | ---------------- | ------------- | ------------- | ------------- | ------ | ---------- | ----------------------- | ------------------- | --------------- | --------------------------- |
| 1        | Joey Spaan       | 8.0           | 8.0           | 7.5           | 23.5   | =1e        | Contra salto            | 7.5 meter           | 1               | Saved door het publiek      |
| 2        | Lucia Rijker     | 7.5           | 7.5           | 8.0           | 23.0   | =4e        | Achterwaartse hurkduik  | 5 meter             | 5               | Saved door de jury          |
| 3        | Dikke Dennis     | 7.0           | 9.0           | 7.0           | 23.0   | =4e        | Achterwaartse zweefduik | 3 meter springplank | 3               | Geëlimineerd door de jury   |
| 4        | Sylvia Geersen   | 5.0           | 7.0           | 6.0           | 18.0   | 8          | Voorwaartse duik        | 5 meter             | 8               | Geëlimineerd                |
| 5        | Femke Meines     | 6.0           | 8.0           | 6.5           | 20.5   | 7          | Voorwaartse valduik     | 5 meter             | 7               | Geëlimineerd                |
| 6        | Regilio Tuur     | 7.5           | 8.0           | 8.0           | 23.5   | =1e        | Achterwaartse salto     | 7.5 meter           | 4               | Geëlimineerd na de Dive-Off |
| 7        | Melisa Schaufeli | 7.0           | 8.0           | 7.5           | 22.5   | 6          | Handstand overslag      | 3 meter             | 6               | Saved na de Dive-Off        |
| 8        | Koen Verweij     | 8.0           | 7.0           | 8.5           | 23.5   | =1e        | Achterwaartse salto     | 10 meter            | 2               | Saved door het publiek      |

### Heat 2 (12 april)
| Volgorde | Ster                | Jury's punten | Jury's punten | Jury's punten | Totaal | Scoreboard | Sprong                                 | Sprong              | Def. Scoreboard | Uitslag                   |
| Volgorde | Ster                | Konijnenburg  | Bruijn        | Taat          | Totaal | Scoreboard | Type                                   | Hoogte              | Def. Scoreboard | Uitslag                   |
| -------- | ------------------- | ------------- | ------------- | ------------- | ------ | ---------- | -------------------------------------- | ------------------- | --------------- | ------------------------- |
| 1        | Anna-Alicia Sklias  | 9.5           | 9.5           | 9.0           | 28.0   | 2e         | Handstand salto                        | 7.5 meter           | (+9.0) 2        | Saved door het publiek    |
| 2        | Andy van der Meijde | 6.0           | 6.5           | 6.5           | 19.0   | 6e         | Voorwaartse anderhalf salto            | 3 meter springplank | (+7.0) 5        | Dive-Off                  |
| 3        | Nathalie Makoma     | 6.5           | 6.0           | 5.5           | 18.0   | 7e         | Voorwaartse hurkduik                   | 3 meter springplank | (+8.0) 6        | geëlimineerd na Dive-Off  |
| 4        | Dave Roelvink       | 8.0           | 9.0           | 9.0           | 26.0   | 3e         | Voorwaartse handstand gehurkt          | 10 meter            | (+8.5) 3        | Saved door de jury        |
| 5        | Britt Dekker        | 7.5           | 7.5           | 8.0           | 23.0   | 4e         | Binnenwaartse hurkduik                 | 5 meter             | (+7.5) 4        | Geëlimineerd door de jury |
| 6        | Peter Jan Rens      | 6.5           | 7.5           | 7.0           | 21.0   | 5e         | Voorwaartse duik                       | 5 meter             | (+4.0) 7        | Geëlimineerd              |
| 7        | Marijke Helwegen    | 5.0           | 5.0           | 5.0           | 15.0   | 8e         | Voorwaartse sprong                     | 1 meter             | (+5.0) 8        | Geëlimineerd              |
| 8        | Jeffrey Wammes      | 9.5           | 10.0          | 9.5           | 29.0   | 1e         | Anderhalf salto met tweeënhalf schroef | 5 meter             | (+9.5) 1        | Saved door het publiek    |

- Deze aflevering werd niet live uitgezonden, maar is opgenomen op dinsdag 8 april 2014. Dit vanwege een zwemevenement in dat weekend. Dit werd niet uitgelekt, omdat het publiek en de medewerkers, die betrekking hadden tot deze show een geheimhoudingsverklaring moesten ondertekenen.

### Halve finale (19 april)
| Volgorde | Ster                | Jury's punten | Jury's punten | Jury's punten | Totaal | Scoreboard | Sprong                                 | Sprong    | Def. Scoreboard | Uitslag                   |
| Volgorde | Ster                | Wijnen        | Bruijn        | Sips          | Totaal | Scoreboard | Type                                   | Hoogte    | Def. Scoreboard | Uitslag                   |
| -------- | ------------------- | ------------- | ------------- | ------------- | ------ | ---------- | -------------------------------------- | --------- | --------------- | ------------------------- |
| 1        | Dave Roelvink       | *             | *             | *             | *      | *          | *                                      | *         | *               | Gestopt                   |
| 2        | Andy van der Meijde | 7.5           | 7.5           | 7.0           | 22.0   | 6e         | Superman                               | 7.5 meter | 6               | Geëlimineerd door de jury |
| 3        | Melisa Schaufeli    | 6.5           | 5.5           | 6.0           | 18.0   | 8e         | Radslag, Achterwaartse standhurksprong | 5 meter   | 8               | Geëlimineerd              |
| 4        | Joey Spaan          | 8.5           | 8.0           | 8.5           | 25.0   | =4e        | Binnenwaartse hoekduik met 1 1⁄2 salto | 10 meter  | 4               | Saved door de jury        |
| 5        | Anna-Alicia Sklias  | 9.0           | 9.5           | 9.5           | 28.0   | 2e         | Binnenwaartse hoekduik                 | 10 meter  | 3               | Saved door het publiek    |
| 6        | Jeffrey Wammes      | 10.0          | 9.5           | 9.0           | 28.5   | 1e         | Dubbelsalto met schroef                | 7.5 meter | 1               | Saved door het publiek    |
| 7        | Lucia Rijker        | 8.5           | 9.0           | 8.5           | 26.0   | 3e         | Ingedoken contrahoekduik               | 5 meter   | 7               | Saved door de jury        |
| 8        | Koen Verweij        | 8.5           | 8.5           | 8.0           | 25.0   | =4e        | 1 1⁄2 Salto met 1 1⁄2 schroef          | 5 meter   | 2               | Saved door het publiek    |
| 9        | Britt Dekker        | 6.5           | 6.5           | 7.0           | 20.0   | 7e         | Voorwaartse standsprong vanaf de toren | 5 meter   | 5               | Saved door de jury        |

- Juryvoorzitter Van Konijnenburg kon door een hartaanval niet aanwezig zijn. Hij werd vervangen door Maurice Wijnen.
- Dekker ontving twee dagen na haar eliminatie een wildcard van de jury.
- Door een die-middag-opgelopen blessure kon Roelvink niet springen en moest daarom stoppen met de show.

### Finale (26 april)
| Volgorde | Ster                | Jury's punten | Jury's punten | Jury's punten | Totaal | Grand Totaal | Scoreboard | Sprong                                   | Sprong              | Uitslag      |
| Volgorde | Ster                | Konijnenburg  | Bruijn        | Brard         | Totaal | Grand Totaal | Scoreboard | Type                                     | Hoogte              | Uitslag      |
| -------- | ------------------- | ------------- | ------------- | ------------- | ------ | ------------ | ---------- | ---------------------------------------- | ------------------- | ------------ |
| 1        | Britt Dekker        | *             | *             | *             | *      | *            | *          | *                                        | *                   | *            |
| 2        | Joey Spaan          | 8.5           | 8.0           | 8.5           | 25.0   | 50.5         | 3e         | Binnenwaartse hurkduik (met Anna Alicia) | 10 meter            | Derde        |
| 2        | Joey Spaan          | 8.5           | 8.5           | 8.5           | 25.5   | 50.5         | 3e         | Contra 1 1⁄2                             | 3 meter springplank | Derde        |
| 3        | Anna-Alicia Sklias  | 8.0           | 8.0           | 8.5           | 24.5   | 54.0         | 1e         | Binnenwaartse hurkduik (met Joey)        | 10 meter            | Runner-up    |
| 3        | Anna-Alicia Sklias  | 9.5           | 10.0          | 10.0          | 29.5   | 54.0         | 1e         | Handstand met 1 1⁄2 salto                | 10 meter            | Runner-up    |
| 4        | Koen Verweij        | 7.5           | 7.5           | 8.0           | 23.0   | 45.5         | =5e        | Handstand met salto                      | 7.5 meter           | Geëlimineerd |
| 4        | Koen Verweij        | 7.5           | 7.0           | 8.0           | 22.5   | 45.5         | =5e        | Superman (met Andy)                      | 10 meter            | Geëlimineerd |
| 5        | Lucia Rijker        | 7.5           | 8.5           | 8.0           | 24.0   | 45.5         | =5e        | Voorwaartse hurkduik                     | 7.5 meter           | Geëlimineerd |
| 5        | Lucia Rijker        | 7.0           | 7.5           | 7.0           | 21.5   | 45.5         | =5e        | Stand hurksprong (met Jeffrey)           | 5 meter             | Geëlimineerd |
| 6        | Andy van der Meijde | 7.5           | 8.0           | 7.5           | 23.0   | 47.0         | 4e         | Achterwaartse salto                      | 7.5 meter           | Geëlimineerd |
| 6        | Andy van der Meijde | 7.5           | 7.5           | 9.0           | 24.0   | 47.0         | 4e         | Superman (met Koen)                      | 10 meter            | Geëlimineerd |
| 7        | Jeffrey Wammes      | 8.0           | 8.0           | 8.0           | 24.0   | 53.0         | 2e         | Voorwaartse salto (met Lucia)            | 5 meter             | Winnaar      |
| 7        | Jeffrey Wammes      | 9.0           | 10.0          | 10.0          | 29.0   | 53.0         | 2e         | Handstand met stroef gestrekt            | 7.5 meter           | Winnaar      |

- Door een gebroken teen kon Dekker niet springen en werd vervangen door Van der Meijde.

## Kijkcijfers
| Aflevering                 | Datum         | Kijkcijfers | Kijkd. | Top 25 |
| -------------------------- | ------------- | ----------- | ------ | ------ |
| Aflevering 1               | 5 april 2014  | 1.040.000   | 16,0   | 7      |
| Aflevering 2               | 12 april 2014 | 1.072.000   | 16,9   | 9      |
| Aflevering 3: Halve finale | 19 april 2014 | 1.171.000   | 18,5   | 5      |
| Aflevering 4: Finale       | 26 april 2014 | 1.030.000   | 14,5   | 10     |